# Darevskia caucasica
Darevskia caucasica este o specie de șopârle din genul Darevskia, familia Lacertidae, ordinul Squamata, descrisă de Méhely 1909. A fost clasificată de IUCN ca specie cu risc scăzut.

## Subspecii
Această specie cuprinde următoarele subspecii:
- D. c. caucasica
- D. c. vedenica